# André Tellot
Pour les articles homonymes, voir Tello.
André Tellot, né à Laval (Mayenne) le 1er novembre 1783, et mort à Dreux (Eure-et-Loir) le 2 mars 1871, est un compositeur français. Il a été photographié à Dreux par M. Bonnet en juin 1865.

## Œuvres
Il laisse deux albums manuscrits de paroles et musiques :
- Vingt & une Romances & une Cantate de Mr Brault, 1er Recueil de Ballades, Romances & Chansons de divers auteurs mis en musique par A. Tello (1848) ;
- Second Recueil Collection d'Airs, Ballades, Chansons & Romances extraits des œuvres de Sir Walter Scott (1849).

La plupart des partitions sont établies pour la guitare et souvent pour le chant parfois à deux ou trois voix.